# Castro de Lobadiz
El castro de Lobadiz es un yacimiento arqueológico, situado en punta del Castro (Ferrol, provincia de La Coruña, Galicia, España). Es un castro costero fortificado.

## Descripción

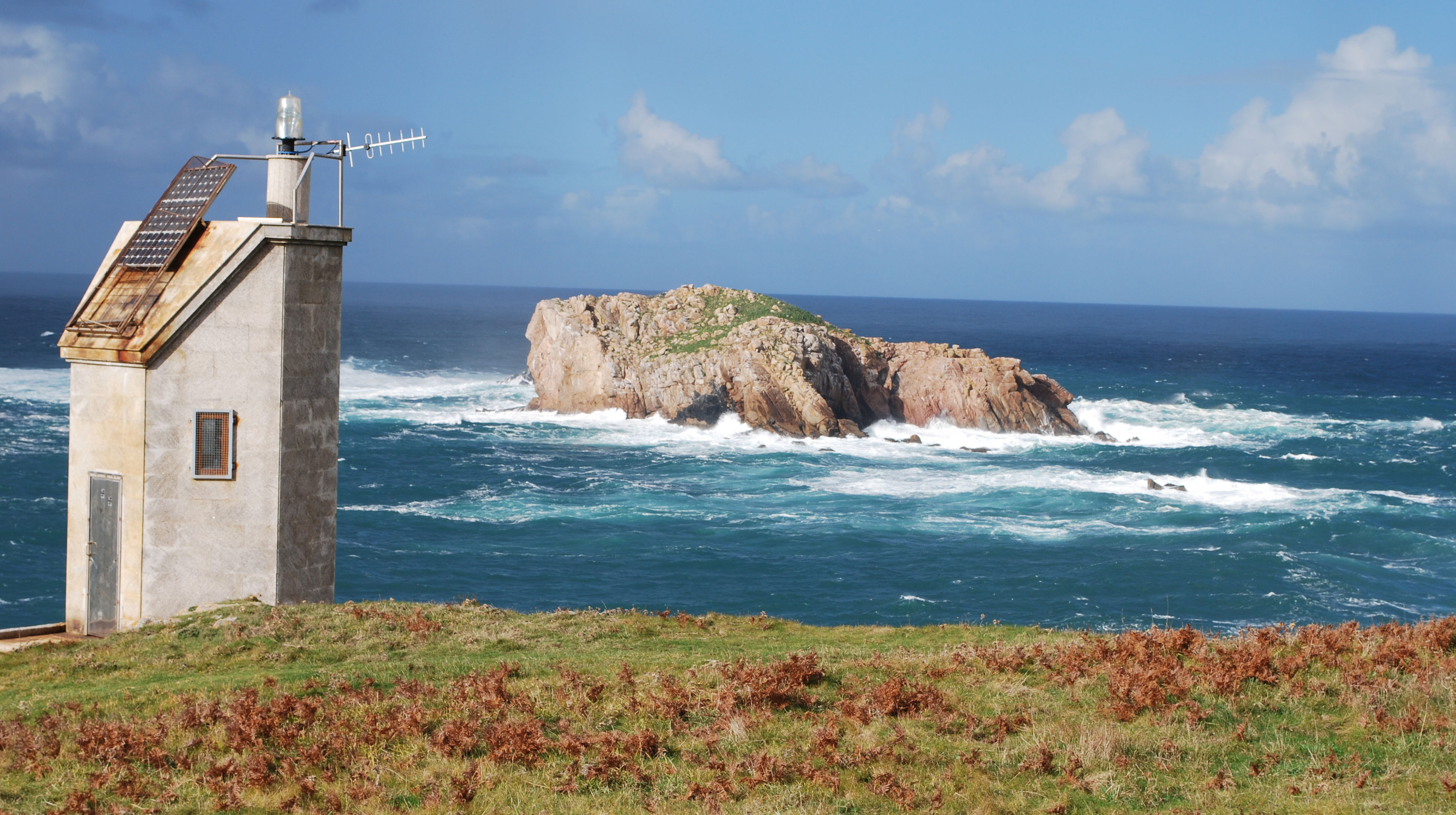
Islas Gabeiras vistas desde el castro.

El castro tiene defensas dobles, con un foso en el medio, formando por el este, sobre el istmo, un arco de unos 150 m donde está situada la entrada actual. El resto del perímetro de la península está defendido por acantilados. La península mide 180 m norte-sur otros 160 m este-oeste. En el castro había un torreón, ya desaparecido. De pueden ver restos de alguna vivienda rectangular y con ángulos redondeados. En varias excavaciones de los años 1970 se encontraron restos de cerámica, losas y molinos de mano.
Muy cerca del castro hay una fuente y una playa protegida. En las islas Gabeiras, situadas frente al castro, se han encontrado restos de cerámica. El actual castro está abandonado. Sobre él se construyó un faro y un acceso para vehículos. También hubo un puesto de vigilancia del ejército, ahora en ruinas.
En el mapa de La Coruña, de Francisco Coello de 1865, la península en la que está el castro recibe el nombre de Punta Gabeiras o de Levadizo.